# Stanisław Eksner
Stanisław Eksner, też Exner (ros. Станислав Каспарович Экснер; ur. 7 maja?/19 maja 1859 w Radoszycach, zm. 28 listopada 1934 w Warszawie) – rosyjski kompozytor, pianista, pedagog polskiego pochodzenia.

## Życiorys
Urodził się w Radoszycach jako syn tamtejszego ziemianina. W latach 1875–1879 kształcił się w Konserwatorium w Lipsku, a następnie w Sankt Petersburgu, które ukończył z pierwszą nagrodą.
Od 1883 roku mieszkał w Saratowie. W 1895 roku założył tam szkołę muzyczną, której był wykładowcą i pierwszym dyrektorem. W 1912 roku szkoła została przekształcona w Saratowskie Konserwatorium. Jednym z jego uczniów był Apolinary Szeluto. Następcą Eksnera na stanowisku dyrektora konserwatorium został Józef Śliwiński.
W 1909 roku Eksner obchodził 25-lecie jego działalności artystycznej. W 1914 przyznano mu honorowe obywatelstwo Saratowa. Jesienią 1921 roku wrócił do Polski. Zmarł w Warszawie po długiej chorobie. Został pochowany na cmentarzu Powązkowskim.